# 陶宗媛
陶宗媛，元朝女性人物，台州人，儒士杜思絅的妻子。
陶宗媛嫁给杜思絅四年丈夫去世而夫亡，矢志守节。台州出现兵乱，陶宗媛当时为婆母居丧，忍死护柩，为游军所擒获，被胁迫，陶宗媛说：“我若怕死，岂留在此。任你们杀我，就算跟随婆母于地下！”于是遇害。